# 市場大廳 (鹿特丹)

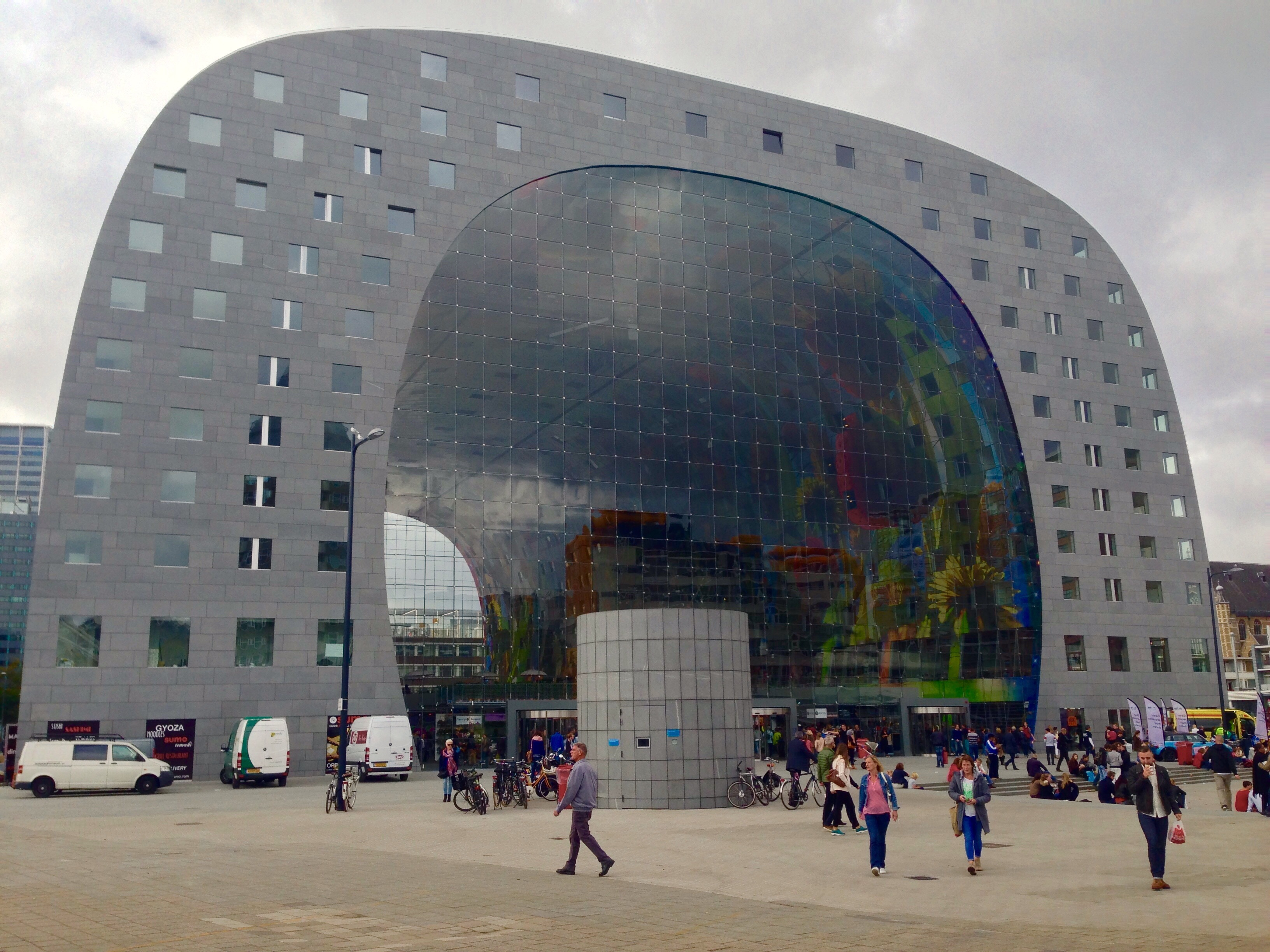

市場大廳（荷蘭語：Markthal）是位於荷蘭城市鹿特丹的一座建築，融合了住宅、辦公、市場功能。這座建築開業於2014年10月1日。除了市場之外，該建築也是一座有228戶的公寓。

## 建築特色
鹿特丹市場大廳(鹿特丹市場)為拱形設計，內部挑高寬敞，融合住宅、公寓、辦公與市場、美食街等多元功能。建築內部牆面裝飾有大型色彩繽紛的壁畫，是建築的一大亮點，建築由荷蘭建築集團MVRDV設計。

## 市場與美食
市場大廳內以熟食攤販居多，販售各國料理，尤以荷蘭當地特色小吃為主，如薯條（BRAM LADAGE）、鯡魚（AndalusFish）、荷蘭小鬆餅（Poffertjes）等。場內亦有巧克力咖啡店（CHCO Chocolate）、珍珠奶茶店（Yoyo Tea）等品牌，展現多元飲食文化。B1樓有荷蘭知名超市Albert Heijn（AH），方便購物，並設有付費廁所。

## 露天市集
鹿特丹市場大廳外，每週二、六會舉辦大型露天市集，販售蔬果、海鮮、起司、花卉、火腿等各類商品，價格實惠，氣氛熱鬧，是當地人與觀光客都愛逛的市集。

## 旅遊體驗與周邊景點
市場大廳鄰近聖勞倫斯大教堂、鉛筆屋、方塊屋、中央圖書館、鹿特丹布萊克車站等鹿特丹著名景點，方便一併參觀。

## 小提醒
雖名為「市場」，但更接近美食街，建議旅客抬頭欣賞天花板的巨型彩繪，並體驗各式荷蘭及異國美食。

## 外部連結
- 官方网站